# Wurmberg
Wurmberg är en kommun och ort i Enzkreis i regionen Nordschwarzwald i Regierungsbezirk Karlsruhe i förbundslandet Baden-Württemberg i Tyskland.
Kommunen ingår i kommunalförbundet Heckengäu tillsammans med staden Heimsheim och kommunerna Friolzheim, Mönsheim, Wiernsheim och Wimsheim.